# Новоолександрівка (Знам'янська міська громада)
Новоолекса́ндрівка — село в Україні, у Знам'янській міській громаді Кропивницького району Кіровоградської області. Населення станом на 2021 рік становило 2 особи . Фактично покинуте (село-привид) .

## Історія
Село зсноване як Дейнéгівка на честь поміщика Дейнега (також Денéдівка). У другій половині XIX, після відміни кріпацтва, і на початку ХХ століття мешканці Денéдівки часто одружувалися з мешканцями Мошориного.
За переказами старожилів під час революції і радянсько-української війни у Мошориній, Троянці та Денедівці з'являвся двійник Леніна. У роки першого Голодомору, викликаного посухою, продрозгорсткою і терором чекістів у 1921 загинув місцевий житель Кравцов Дем'ян Йосипович.
У 1930х село отримало назву Новоолександрівка. У часи Голодомору-геноциду померло щонайменше 43 жителі села . Також у 1930х тут постраждав від розкуркулювання Семен і Марина Желудченко. Тут і у с. Скляревське була перша бригада колгоспу "Шлях до комунізму", у с. Петрове друга, а у с. Станишина (повніше село Сокільники) третя.
Під час німецької окупації цивільна на ім'я Лукія Юхимівна Стаченко (1879-1973) готувала хліб для партизанів Чорного лісу. Чоловік на прізвище Красножон, староста Новоолександрівки (народився у Станишині, тепер Сокільники) забирав у Лукії хліб передавав партизанам, за що був зданий колаборантами і розстріляний у поперечній балці у степу за селом. На першій хаті у с. Молодецькому німці поставили кулемет і стріляди по цивільним Новоолександрівки, у 1942 був розстріляний Володимир Саламаха, що йшов додому від дівчини.
Під час Знам'янської операції наприкінці 1943 року цивільні з навколишніх сіл ховалися від бомбардувань у Троянці, унаслідок яких серед іншого постраждала дитина з Новоолександрівки, Дмитро Опанасович Кравцов (1932-1946), батька якого, ветерана що працював чоботарем у Знам'янці, репресували.

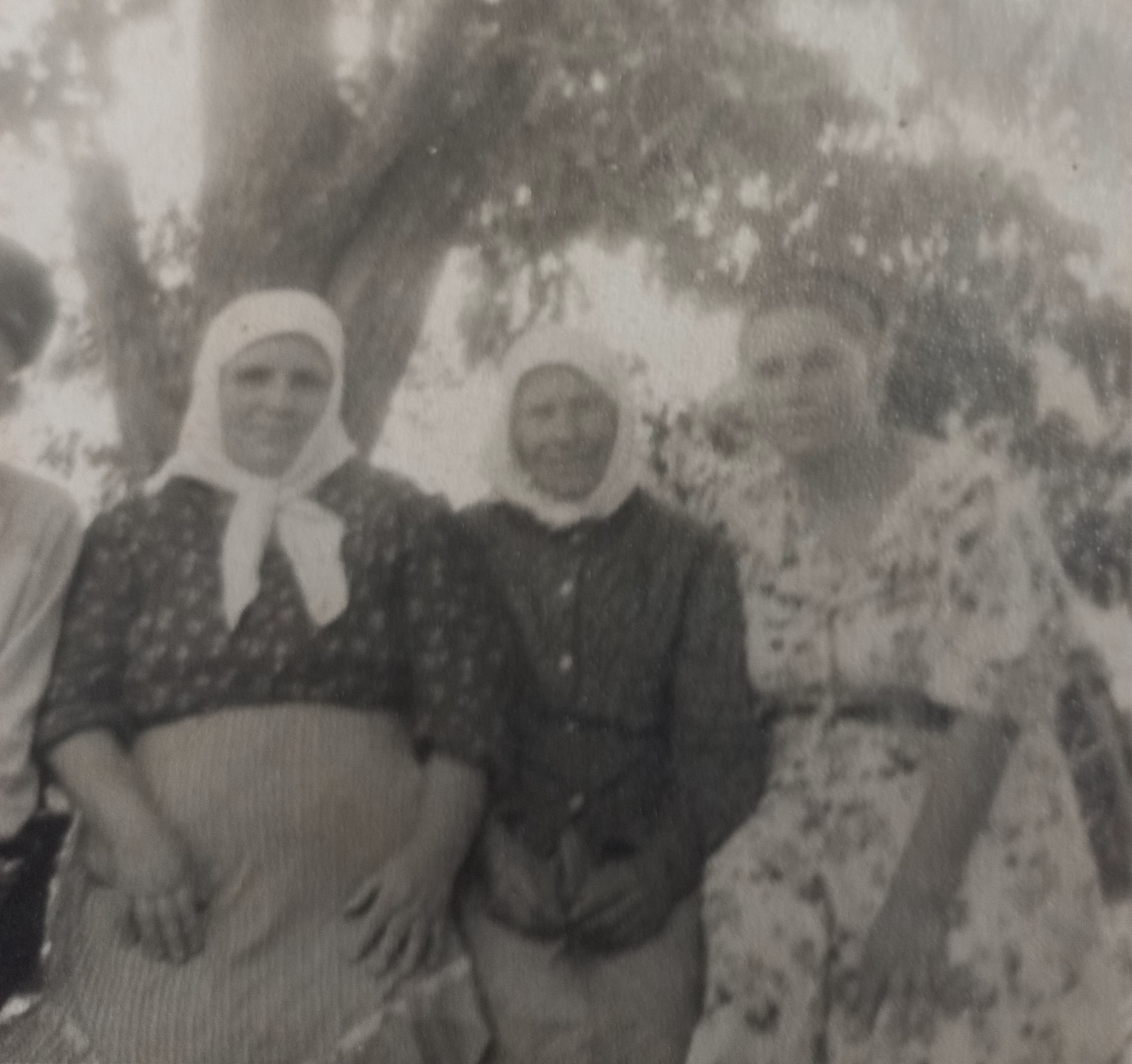
Лукія Стаченко, по центру, фото 1955 року

У повоєнні роки місцеві діти ходили до школи залежно від віку: 1-4 класи навчались у Новоолександрівці, 5-7 у Пантазіївці, а старші класи діти закінчували у Петровій. За свідченням старожилів у 1950х дівчат що ходили до школи у Пантазіївці з Троянки та Новоолександрівки часто полохали старші хлопці після занять на шляху додому.
За описами місцевих жителів тут мешкало "500 людей на одній стороні балки, і 600-700 на іншій". Таким чином населення могло сягати тисячі. У 1960х роках через індустріалізацію місцеві масово почали переїжджати до Петрового.
Серед відомих мещканців - Мусій Бульдович і Михайло Григорович Майборода.

## Галерея

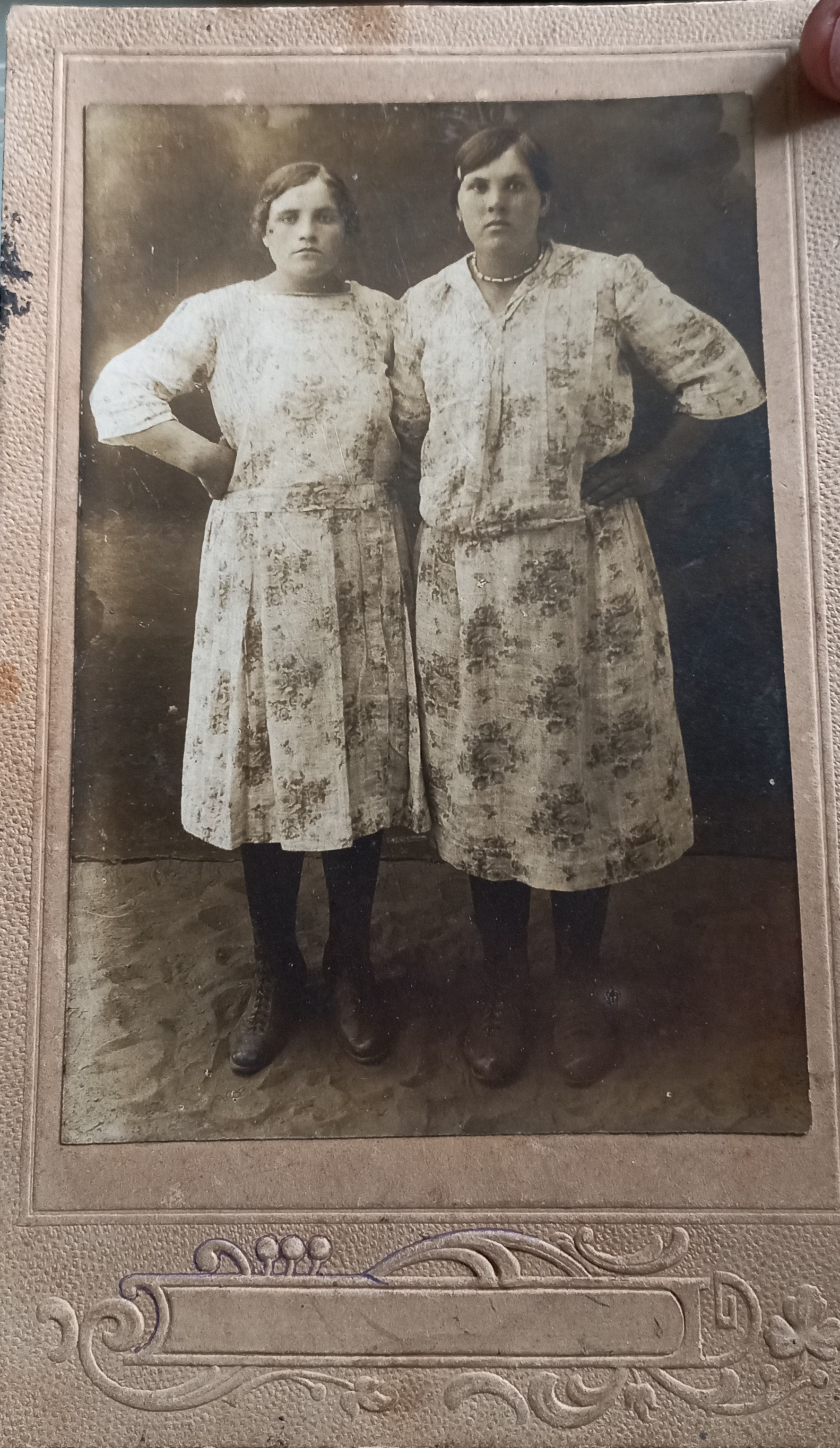
Євфросинія Дудник-Кравцова у молодості (ліворуч), з тіткою Варею, Дейнегівка, 1920ті роки

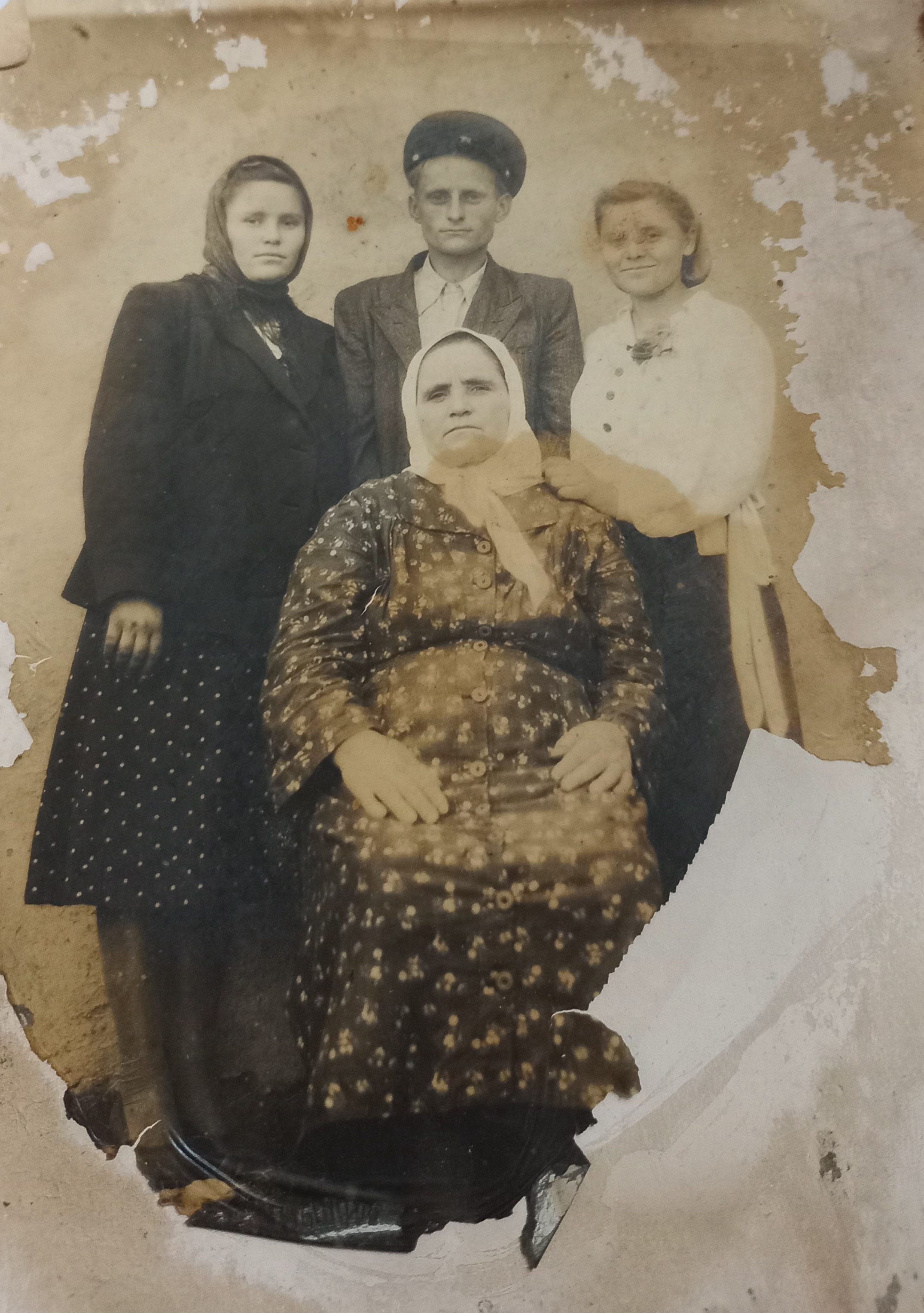
Місцеві жителі: Євфросинія Дудник-Кравцова, її доньки Віра (у хустині) та Лідія, та чоловік Віри Анатолій, 1950ті

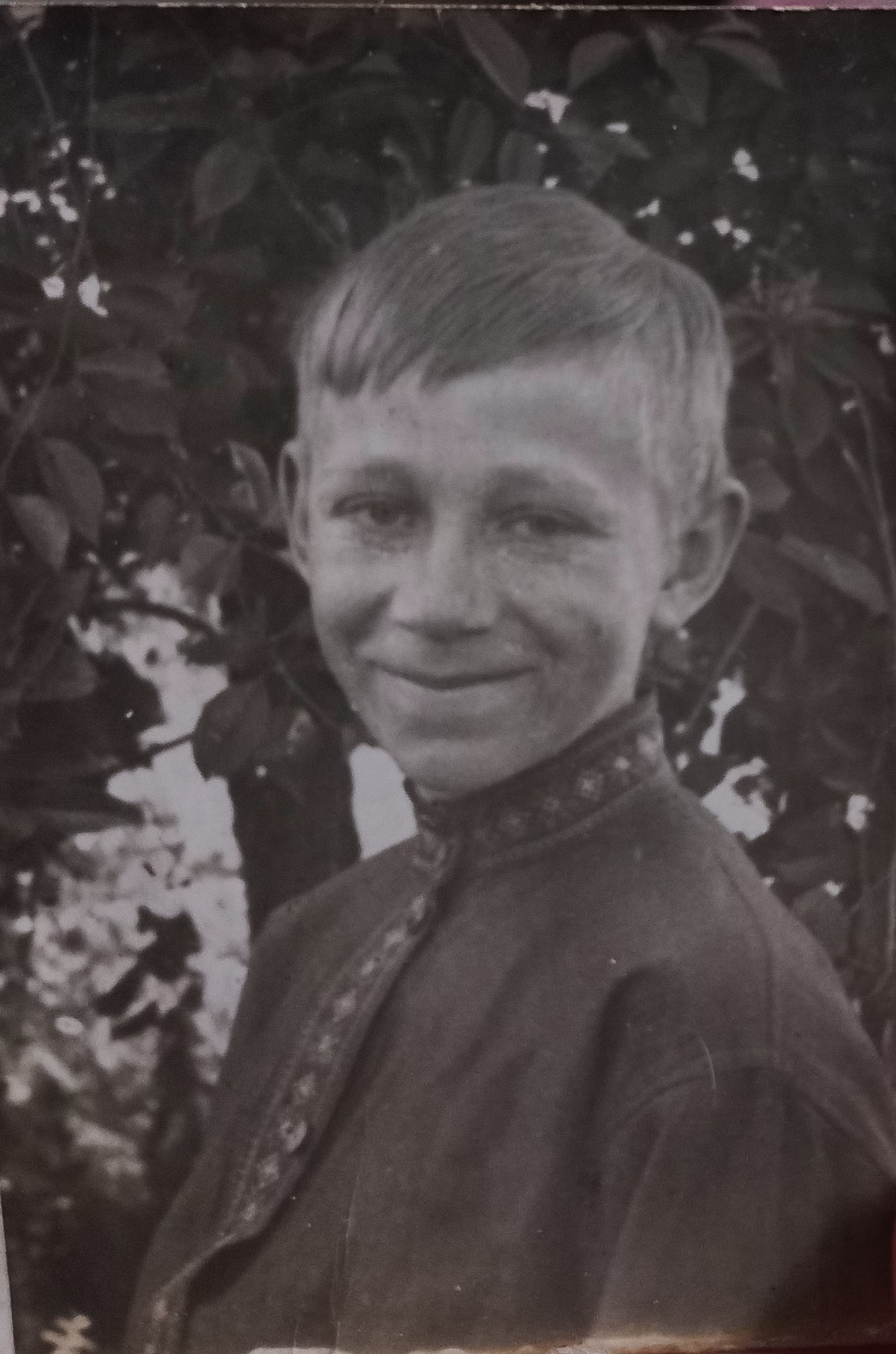
Дмитро Кравцов (1932-1946), онук Лукії Стаченко, 1940ві роки

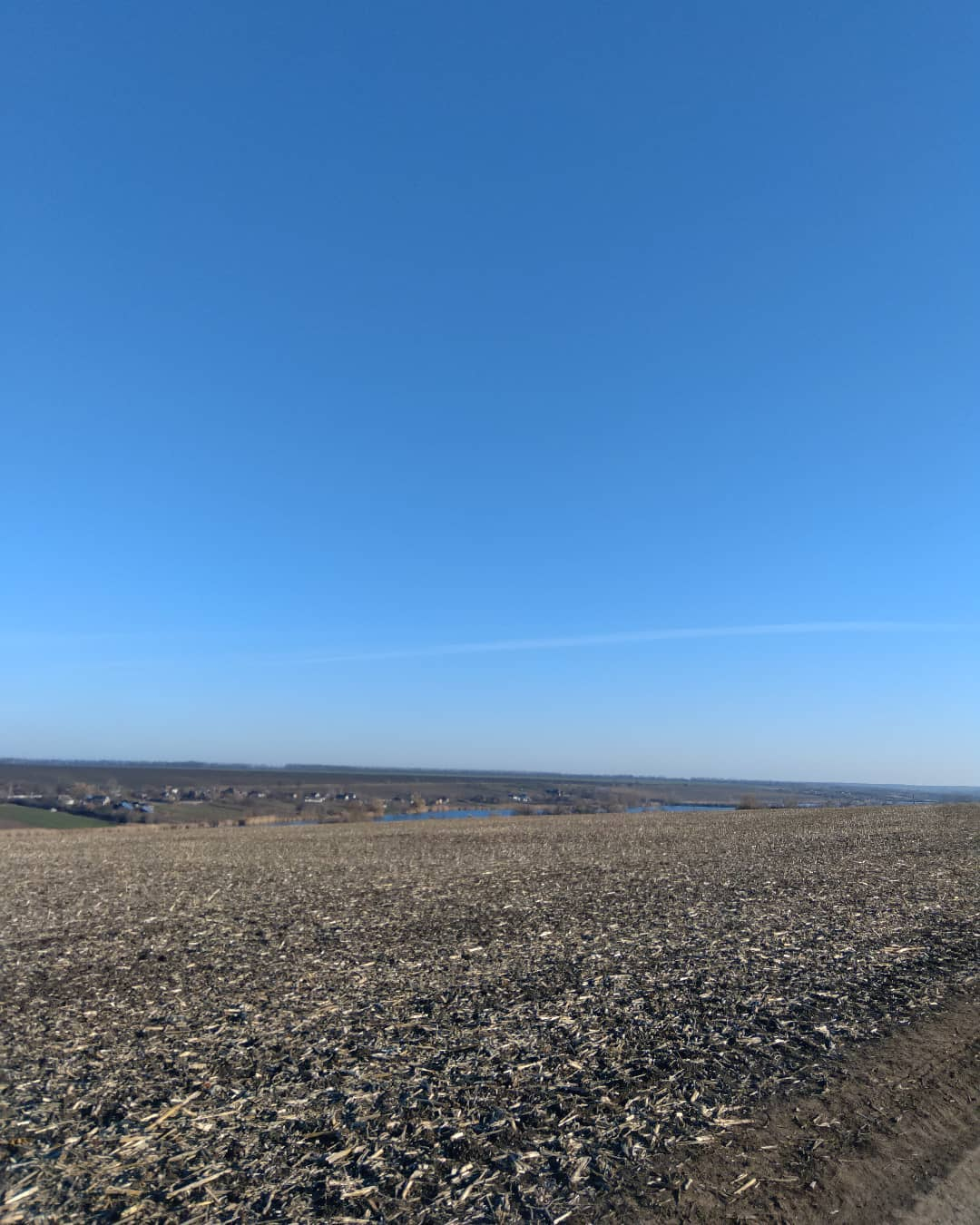
вигляд на село здалеку, з півночі

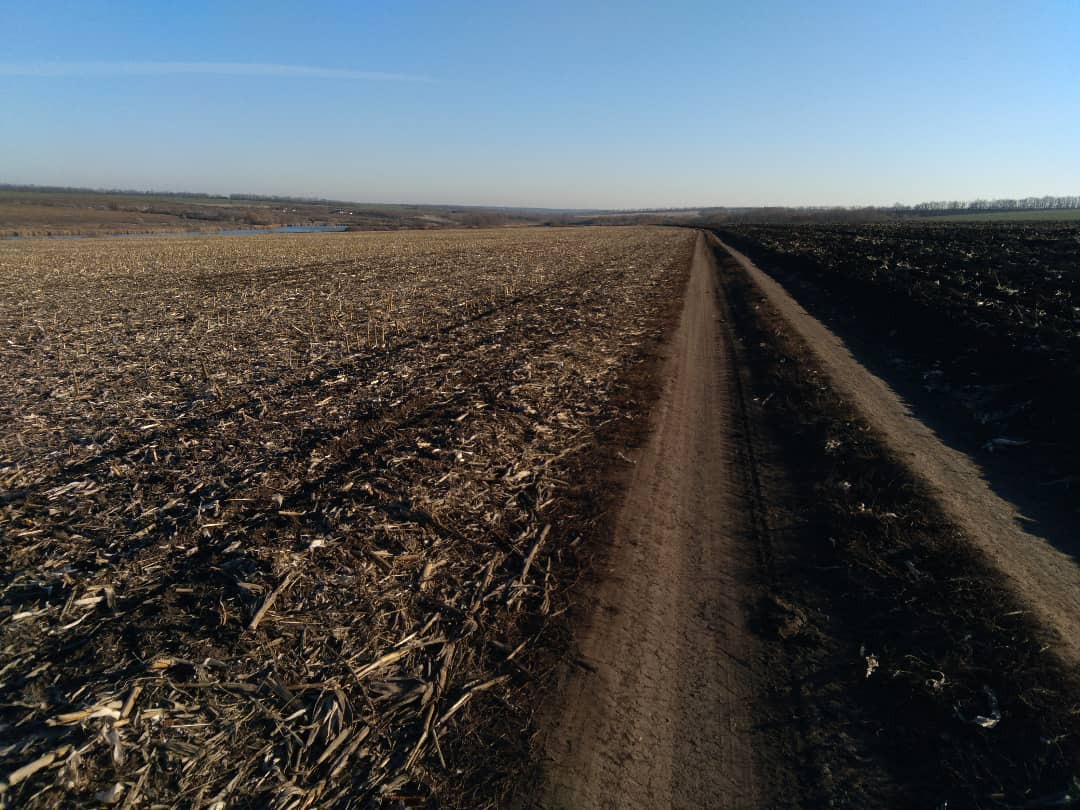
вигляд на село, поблизу, ліворуч

## Розташування
Знаходиться за 10 км на південний схід від Знам'янки , його територією тече річка Балка Орлова

## Населення
Згідно з переписом УРСР 1989 року чисельність наявного населення села становила 66 осіб, з яких 33 чоловіки та 33 жінки.
За переписом населення України 2001 року в селі мешкали 52 особи. 
Станом на 2021 рік - 2 особи 
 100 % населення вказало своєю рідною мовою українську мову.

## Постаті
- Калюжний Віктор Станіславович (1967-2024) герой російсько-української війни, загинув у селі Невельське на Донеччині стримуючи наступ ворога, у результаті атаки російського БПЛА по позиції [5]. Тiло героя 8 мiсяцiв зберiгалося в одному з моргiв Вiнницi та пiсля опiзнання на омновi аналiзу ДНК 5 червня 2025 було доставлене до Знам'янки 11 червня 2025 року, того ж дня вiдбувся урочистий похорон на якому були присутнi бiльше сотнi родичiв та кiлька сот колег, друзiв i знайомих. До того ж, герой був праонуком Лукiï Стаченко-Кравцовоï.